# Umm Zahmak
Um Zahmak (tiếng Ả Rập: أم زهمك) là một ngôi làng Syria nằm ở Al-Hamraa Nahiyah ở huyện Hama, Hama. Theo Cục Thống kê Trung ương Syria (CBS), Um Zahmak có dân số 306 người trong cuộc điều tra dân số năm 2004.